# Sokol Cikalleshi
Sokol Cikalleshi (Kavajë, 27 juli 1990) is een Albanees profvoetballer die als doorgaans aanvaller speelt.

## Clubcarrière
Cikalleshi begon bij Besa Kavajë dat hem ook verhuurde aan Skënderbeu Korçë, Tirana en het Zuid-Koreaanse Incheon United. In het seizoen 2013/14 kende hij met 17 doelpunten een goed seizoen bij Kukësi en een seizoen later maakte hij 10 doelpunten voor het Kroatische RNK Split. Sinds 2015 speelt hij voor het Turkse Istanbul Başakşehir dat hem in 2017 verhuurd aan Akhisar Belediyespor. Van 2017 tot 2019 speelde Cikalleshi voor Osmanlıspor dat hem ook verhuurde aan Göztepe SK. Begin 2019 keerde hij terug bij Akhisar Belediyespor. In 2020 ging hij naar Konyaspor.

## Interlandcarrière
In 2014 debuteerde Cikalleshi voor het Albanees voetbalelftal. Hij maakte deel uit van de Albanese selectie op het Europees kampioenschap voetbal 2016.

## Erelijst
- Kategoria Superiore: 2011
- Albanese voetbalbeker: 2010
- Albanese Supercup: 2010